# Biomarqueur
Un biomarqueur est une caractéristique biologique mesurable liée à un processus normal ou non.
Dans le domaine de l'écologie, un biomarqueur est un changement observable ou mesurable au plan moléculaire (génétique, biochimique), cellulaire ou physiologique  dans les tissus ou les fluides d’un organisme ou sur l’organisme entier qui révèle l'exposition présente ou passée d'un organisme vivant à une substance chimique ou à un autre facteur de  stress,. Il révèle donc aussi la présence actuelle ou passée de polluants dans l'environnement et/ou l'impact de certaines pratiques. Ce peut être par exemple le nombre de poissons dans un lac, la quantité et le type de lichens sur les arbres d'une forêt, la couleur du pelage des animaux ou un taux anormal d'hormone de stress ou d'un enzyme de détoxication dans un organisme.
Dans le domaine médical, un biomarqueur peut être utilisé pour le dépistage médical (recherche d'une maladie dans une population), le diagnostic (caractérisation d'une maladie chez un individu), la réponse à un traitement médical, la rechute après un traitement, la toxicité d'une molécule. Le biomarqueur est alors le plus souvent une protéine (dosable dans le sang ou la présence d'une molécule dans l'urine).

## En écologie et en écotoxicologie

### Types de biomarqueurs
Le principe de l'utilisation d'un « biomarqueur » est de rechercher la signature biologique de l'impact (actuel ou passé) ou de la présence d'un xénobiotique dans l'organisme, ou de l'effet induit d'un changement ou stress environnemental (ex. : pollution thermique, pollution lumineuse induisant, déshydratation, perturbateur endocrinien..), et non la mise en évidence directe de la cause.
Certains biomarqueurs  (ex. : cerne des arbres...) révèlent des évènements anciens (contact avec un toxique, un pathogène, un évènement climatique...).
Parmi les avantages de l'usage des biomarqueurs en écotoxicologie, on peut citer la rapidité de leur mise en œuvre, la détection précoce de la contamination, une utilisation possible à la fois au laboratoire et sur le terrain. Par ailleurs la technique peut donner une information relativement précise sur la nature des substances induisant la réponse.

### Exemples de biomarqueurs

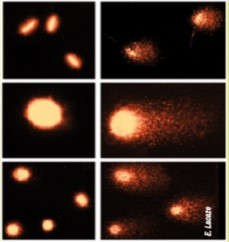
Le "test des comètes" permet de quantifier le taux d’ADN endommagé dans les cellules d’organismes contaminés. L’ADN est récupéré dans un gel après destruction des différentes membranes protectrices de la cellule. Puis la suspension est soumise à un champ électrique, dans une cuve à électrophorèse. L’ADN migre différemment selon son état de dégradation. Le résultat observé (ici chez Gammarus fossarum) en microscopie à "épifluorescence" évoque une silhouette de comète, avec un "noyau" et une "queue" de comète. A gauche, ADN sain, et à droite, ADN dégradé.
Crédit : E. Lacaze@INRAE

Dans les milieux aquatiques d'eau douce, les premiers biomarqueurs ont été développés sur les poissons. Par exemple, l'activité enzymatique EROD (EthoxyrÈsorufine-o-dÈÈthylase) chez certains poissons (cyprinidés) a été proposée comme biomarqueur de la présence de polluants de type HAP, PCB et dioxines. Grâce à ce biomarqueur, les  cours d'eau français peuvent être suivis ponctuellement (pour vérifier si une pollution accidentelle a eu des impacts par exemple) ou en utilisant ces poissons comme sentinelles à long terme (analyse en routine).
Plus récemment dans les années 2010, de nouveau biomarqueurs ont été développés chez les espèces d'invertébrés présentes ou artificiellement implantées dans le milieu. Chez le gammare (Gammarus fossarum)) petit crustacé commun dans les rivières, par exemple, des biomarqueurs ciblant trois modes d’action de contaminants - neurotoxique, reprotoxique et génotoxique - ont été élaborés. Le premier biomarqueur concerne le suivi  de l’activité de l’acétylcholinestérase (Ache), enzyme impliquée dans le transfert de l’influx nerveux. Le second biomarqueur consiste à mesurer la synthèse de la vitellogénine, une protéine synthétisée normalement par les gammares femelles, mais présente sur des mâles ou des juvéniles exposés à des contaminants a effet reprotoxiques. Enfin, le "test des comètes"  qui permet de quantifier le taux d’ADN endommagé dans les cellules d’organismes contaminés, a été mené sur l’ADN des spermatozoïdes de gammares . Pour ce dernier type de biomarqueur, des tests réalisés dans les cours d’eau ont montré des taux d’endommagement de l’ADN pouvant atteindre 20 %. Les conséquences se mesurent ensuite sur la viabilité des embryons issus du croisement de cellules contaminées. Finalement, l’avenir des populations locales est menacé. Aujourd'hui certains de ces test sont exploitées par l'entreprise BIOMAE, créé par Guillaume Jubeaux à l'issue de sa thèse menée à l'Institut national de recherche en sciences et technologies pour l'environnement et l'agriculture (IRSTEA) (aujourd'hui Institut national de recherche pour l'agriculture, l'alimentation et l'environnement (INRAE)
D'autres espèces invertébrés sont suivies dans les milieux d'eau douce, comme la moule zébrée (Dreissena polymorpha) ou l'hydrobie des antipodes (Potamopyrgus antipodarum), deux espèces invasives présentes dans la plupart des cours d'eau européens.

## En médecine

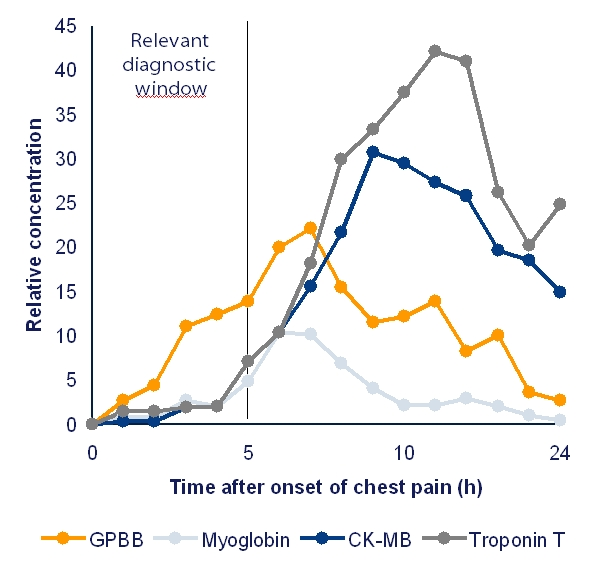
Après un infarctus, plusieurs marqueurs cardiaques permettent de déterminer quand l'attaque est survenue et quelle était sa gravité.

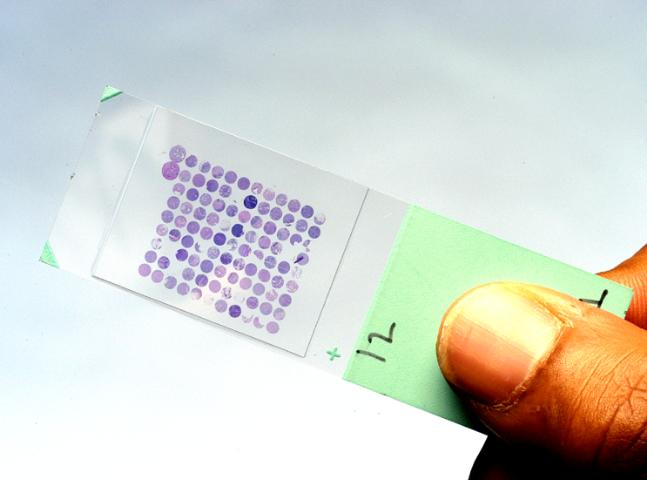
La puce à ADN est un outil qui pourrait encourager l'utilisation de biomarqueurs.

### Historique de quelques biomarqueurs
En 1948, la chaine légère de l'immunoglobuline est identifiée comme étant présente chez 75 % des patients atteint d'un myélome (Protéine de Bence-Jones).
En 1963, G.I. Abelev découvre l'alpha-fœtoprotéine. Le dosage dans les liquides biologiques de cette molécule, permet de déceler la présence de cellules tumorales.
En 1965, Samuel O.Freedman et Phil Gold, découvrent l'antigène carcino-embryonnaire (ACE), une substance sécrétée par les cellules d’une tumeur cancéreuse.
En 1981, le CA 125, marqueur dans le cancer de l'ovaire, est identifié par RC Bast.

### La recherche de biomarqueurs
Quelques précisions sur l'utilisation du terme « clinique » et ses différentes utilisations sont nécessaires[réf. nécessaire] :
- pour un test, « clinique » signifie que le test est utilisable en routine. Idéalement, ce test doit être peu coûteux, peu invasif, ne doit pas nécessiter un appareillage lourd et doit être relativement rapide ;
- pour une étude, « clinique » signifie que l'étude est réalisée sur l'homme (en premier lieu sur des personnes saines puis sur des malades), et non sur des modèles expérimentaux (animaux, cellules en culture) comme ce qui est réalisé en phase « pré-clinique »[13] ;
- pour une maladie, « clinique » signifie que des symptômes sont visibles lors d'un examen de routine, par exemple lors d'une consultation chez son médecin traitant (douleurs, rougeurs, masses palpables, etc.) La maladie est « préclinique » ou asymptomatique avant l'apparition des premiers symptômes.

La découverte de nouveaux biomarqueurs est souvent liée au développement d'une nouvelle technologie, par exemple, l'alpha-fœtoprotéine et de l'antigène carcino-embryonnaire après le développement des techniques immunologiques. Actuellement, des techniques telles que les biopuces ou la protéomique semblent offrir de nombreuses perspectives.
Le EDRN recommande un processus en 5 étapes pour le développement d'un biomarqueur :
1. Phase exploratoire de recherche de biomarqueurs candidats lors d'une étude préclinique sur quelques dizaines ou centaines de patients comparant un groupe « malade » versus un groupe « sain ».
2. Développement d'un test clinique reproductible sur un échantillon représentatif de la population ciblée.
3. Étude clinique rétrospective permettant de valider la capacité du biomarqueur à détecter la maladie en phase préclinique (c'est-à-dire avant l'apparition des symptômes).
4. Étude clinique prospective à long terme sur la population ciblée pour déterminer l'utilité du biomarqueur.
5. Étude prospective à long terme pour valider le biomarqueur.

Valider un biomarqueur reste un processus long et complexe, ce qui explique leur faible nombre en routine. Pour faciliter l'utilisation des biomarqueurs en cours de développement dans des études cliniques, le centre d'Oxford EBM a décrit une classification des biomarqueurs en fonction de leurs niveaux de preuve[source insuffisante] :
1. (Plus haut niveau de validation) : biomarqueur validé par une étude clinique prospective randomisée sur la population et à long terme.
2. biomarqueur validé par une étude prospective sur un échantillon de la population.
3. biomarqueur validé par une étude rétrospective sur un échantillon représentatif de la population.
4. biomarqueur validé par une étude rétrospective sur un échantillon non représentatif de la population.
5. (Plus faible niveau de validation) : biomarqueur validé en laboratoire uniquement.

## Recherche
Les biomarqueurs suscitent un intérêt croissant. Par exemple, en Allemagne, pour mieux détecter les signes prédictifs ou précoces de certaines maladies (cancer de la vessie ou du foie, maladies d'Alzheimer ou de Parkinson), le land de Rhénanie-du-Nord-Westphalie (RNW) propose 37 millions d'euros pour créer un « Centre de recherche sur les protéines » dit Pure (Protein Research Unit Ruhr within Europe)  sur le Campus-Santé RNW de l'Université de la Ruhr à Bochum).
Autre exemple, Ellen Jorgensen, de 2001 à 2009, comme directrice de la recherche et développement de biomarqueurs à Vector Research, publie ses travaux, en particulier les premiers biomarqueurs des maladies pulmonaires liées au tabac .